# Wambachsee
Der Wambachsee ist ein künstlich angelegter See im Duisburger Süden, welcher zum großen Freizeit- und Naherholungsgebiet "Sechs-Seen-Platte" gehört. Mit einer Fläche von rund 11 Hektar ist der Wambachsee ein bedeutendes Gewässer und beliebtes Ausflugsziel in der Region. Der See grenzt an die beiden südlichen Duisburger Stadtteile Wedau und Buchholz.

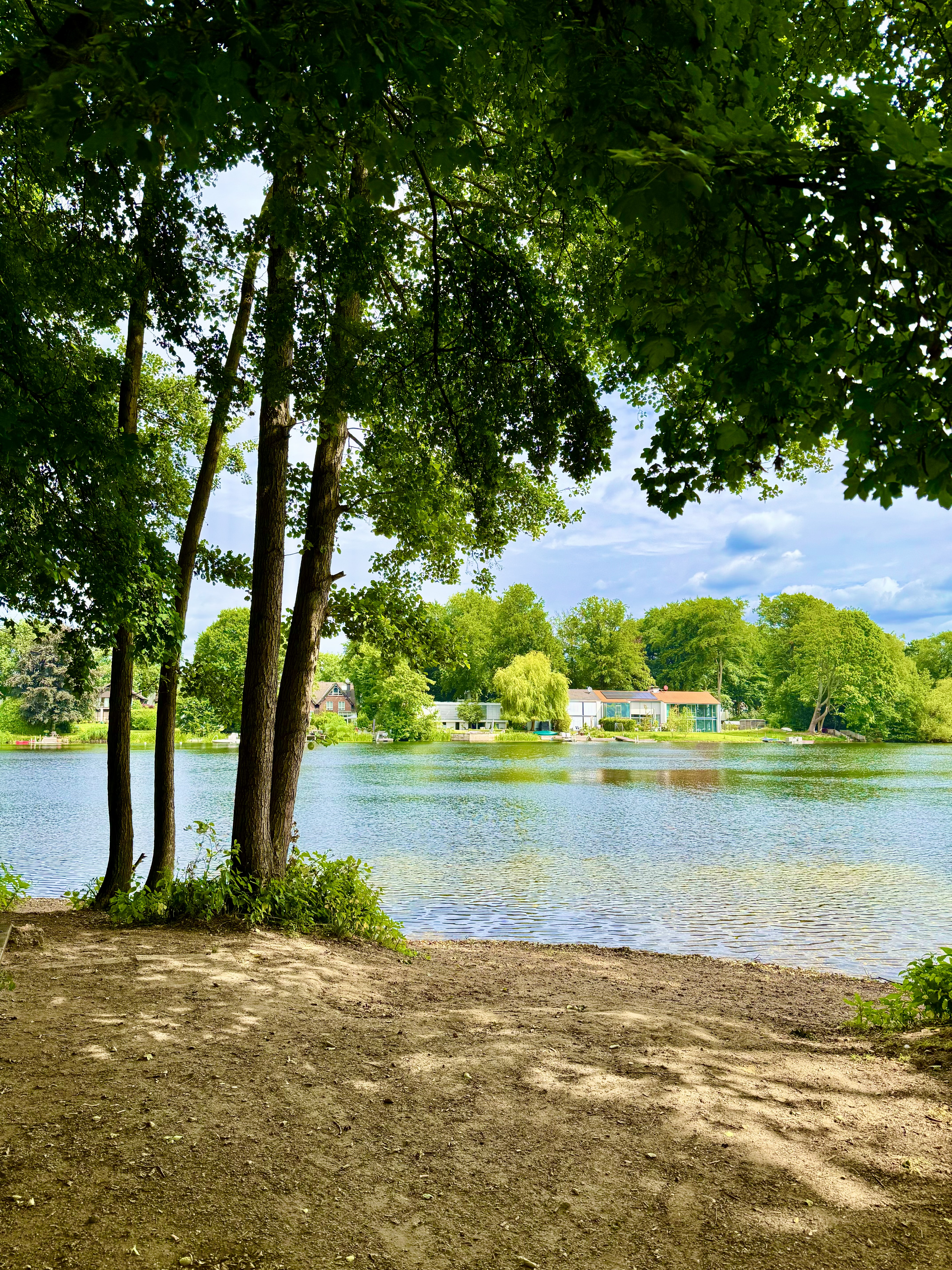
Blick auf den Wambachsee

## Freizeitmöglichkeiten
Der Wambachsee bietet zahlreiche Freizeitmöglichkeiten für Besucher. Dazu gehören unter anderem Wassersportaktivitäten wie Segeln, Windsurfen, Kanufahren, Rudern und ein Tretbootverleih.
Der Wambachsee ist der einzige See der Sechs-Seen-Platte, in dem das Tauchen gestattet ist. Der See ist auch Ausbildungsstätte des Verbandes Deutscher Sporttaucher. Ein Taucheinstieg für Sporttaucher, der den Einstieg erleichtern soll, befindet sich am östlichen Ufer des Sees.
Ein Rundweg um den See lädt zum Spazieren und Radfahren ein. In den warmen Monaten ist der See auch ein beliebter Ort zum Schwimmen und Sonnenbaden. Ein großer Kinderspielplatz liegt ebenfalls in unmittelbarer Nähe zum Wambachsee.

## Naturschutz
Der Wambachsee und die gesamte Sechs-Seen-Platte sind Lebensraum für eine Vielzahl von Pflanzen- und Tierarten. Die Uferbereiche der Seen sind oft von Schilf gesäumt, was verschiedenen Wasservögeln einen Lebensraum bietet. Die Seen sind auch ein wichtiges Refugium für Zugvögel während der Wanderungen.
In unmittelbarer Nähe zum See befindet sich die Kleingartenanlage „Wambachsee“. Mit ihren Anbauflächen für Obst und Gemüse erstreckt sie sich die Anlage entlang der Eingänge zum See. In Eigenverantwortung setzen sich die Mitglieder hier für den Naturschutz ein und pflegen insgesamt 55 Gärten, die mit bunter Vielfalt und sorgsam gepflegten Pflanzen das Gelände schmücken.

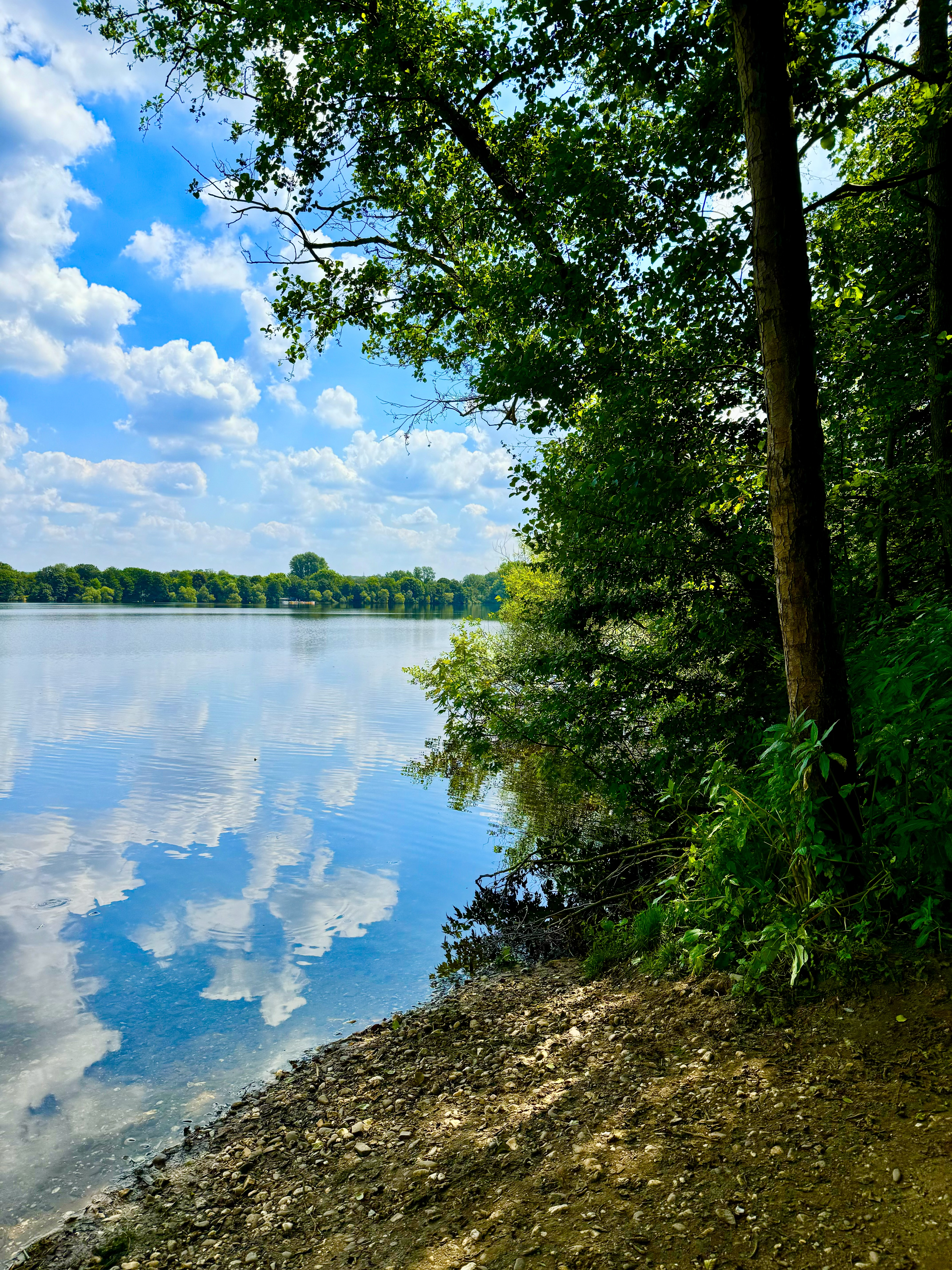
Wambachsee, Sechs-Seen-Platte, Duisburg-Süd

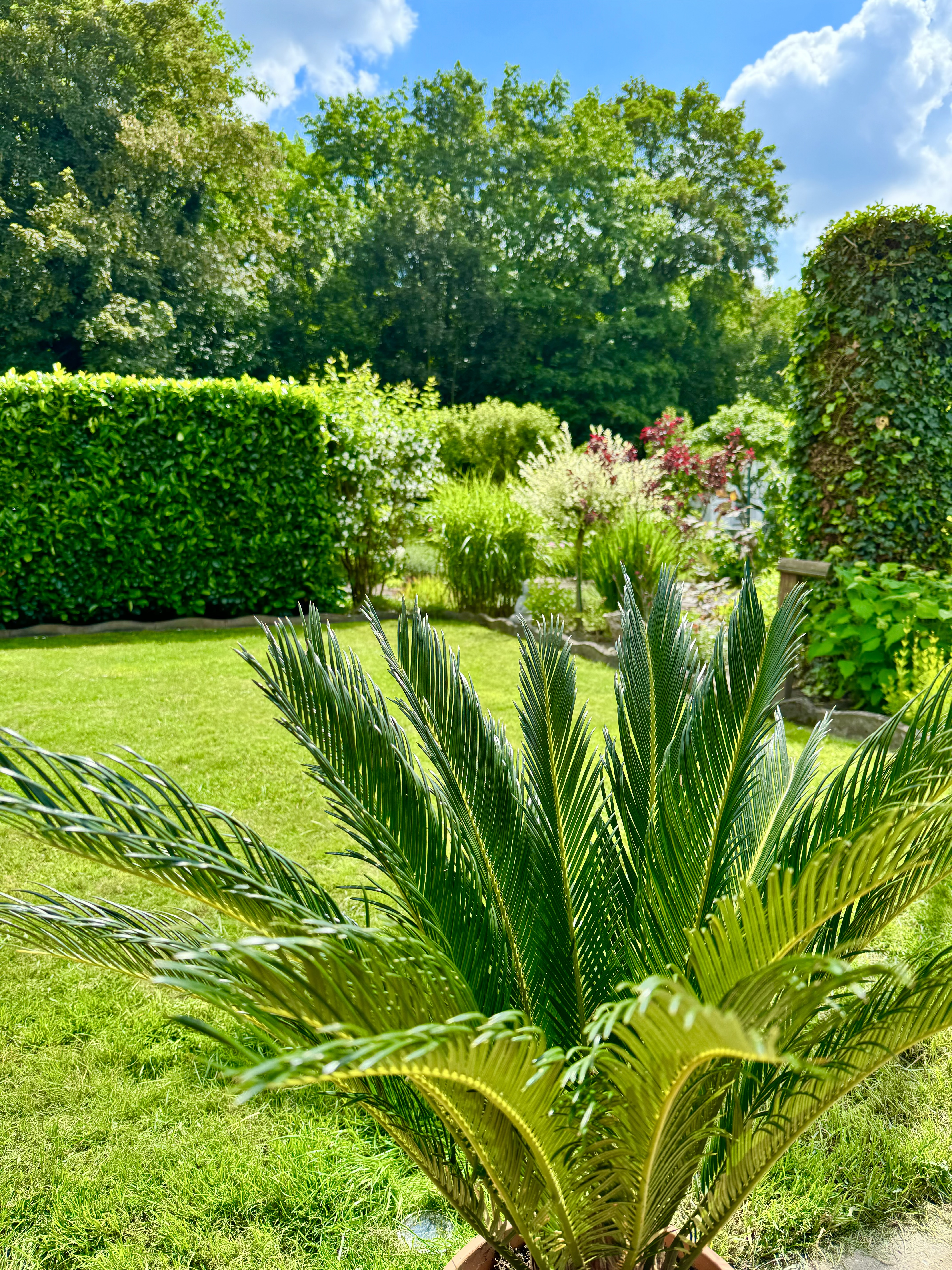
Parzelle im Kleingartenverein Wambachsee

## Bedeutung
In Gesamtheit mit der Sechs-Seen-Platte gehört der Wambachsee zu den größten zusammenhängenden Naherholungsgebieten in Duisburg, Nordrhein-Westfalen. Der See wird dabei überwiegend für Freizeitaktivitäten wie Baden, Angeln und Wassersport genutzt.
Im Jahr 2010 diente der Wambachsee als einer der Drehorte für den deutschen Kinofilm Vorstadtkrokodile 3, den dritten Teil der gleichnamigen Filmreihe. Die Dreharbeiten fanden inmitten der natürlichen Uferlandschaft des Sees statt, insbesondere in ruhigen Bereichen mit dichter Vegetation. Der See wurde aufgrund seiner naturnahen Lage und der guten logistischen Anbindung ausgewählt. Die Naturkulisse des Wambachsees trug zur authentischen Atmosphäre der Filmszenen bei, die zum Teil Abenteuer- und Outdoor-Sequenzen beinhalteten.

## Zugang und Erreichbarkeit
Der Wambachsee sowie die gesamte Sechs-Seen-Platte sind gut an das öffentliche Verkehrsnetz angebunden. Es gibt Parkplätze für Besucher, die mit dem Auto anreisen. Verschiedene Wander- und Radwege führen um die Seen, und in der Nähe befinden sich auch Bahnhöfe und Bushaltestellen.

## Zukünftige Entwicklung
Die Stadt Duisburg plant, die Umgebung des Wambachsees weiterzuentwickeln und zu verschönern, um ihn für Besucher noch attraktiver zu machen. Dies könnte die Schaffung von weiteren Freizeiteinrichtungen, Picknickplätzen und Naturlehrpfaden beinhalten.